# Cornufer mimicus
Espèce
Synonymes
- Platymantis mimica Brown & Tyler, 1968
- Platymantis mimicus Brown & Tyler, 1968

Statut de conservation UICN

 DD  : Données insuffisantes
Cornufer mimicus est une espèce d'amphibiens de la famille des Ceratobatrachidae.

## Répartition
Cette espèce est endémique de Nouvelle-Bretagne en Papouasie-Nouvelle-Guinée.

## Description
Les mâles mesurent de 27,0 à 40,0 mm et la femelle 45,1 mm.

## Publication originale
- Brown & Tyler, 1968 : Frogs of the genus Platymantis (Ranidae) from New Britain with descriptions of new species. Proceedings of the Biological Society of Washington, vol. 81, p. 69-86 (texte intégral).